# Tót Lőrinc
Tót Lőrinc (13 – 14. sz.): magyar úr; a Csák nemzetség Dunántúlon és Szlavóniában birtokos ágából, tárnokmester.

## Élete
Az Árpád-ház kihalása után a trónkövetelők közül — Csák Ugrinnal együtt és Csák Mátéval szemben — egyből Károly Róbert pártjára állt. Már Károly első, Temesvárott berendezett udvarában szerepet vállalt,  és a legnehezebb időkben sem pártolt el tőle.
1344-től 1346-ig volt Károly Róbert tárnokmestere, egyúttal semptei várnagy. 1343–1349 között nyitrai, barsi, soproni, vasi, és varasdi ispán. Egy időben ő volt a királyi zászlótartó.